# Aldo van Eyck
Aldo van Eyck (nederländskt uttal: [ˈɑldoː vɑn ˈɛik]), född 16 mars 1918 i Driebergen, död 14 januari 1999 i Loenen aan de Vecht var en holländsk arkitekt. Han var en av de mest framträdande representanterna för arkitekturrörelsen strukturalismen.

## Biografi

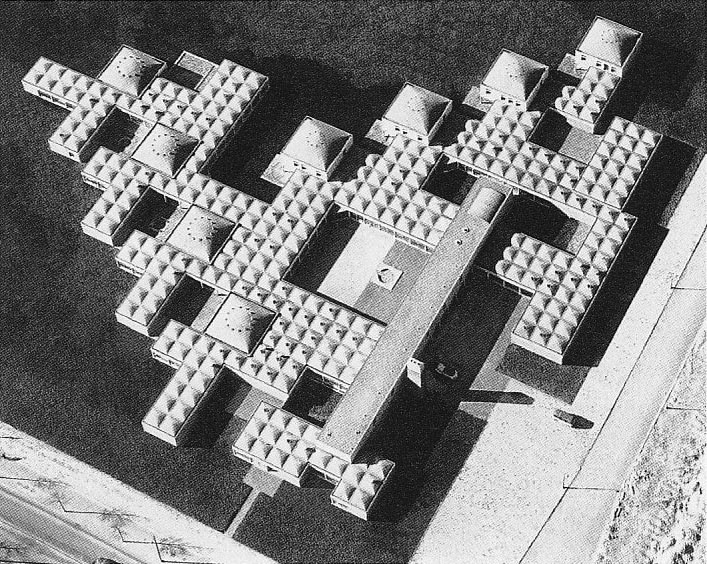
Det kommunala barnhemmet i Amsterdam, 1960.

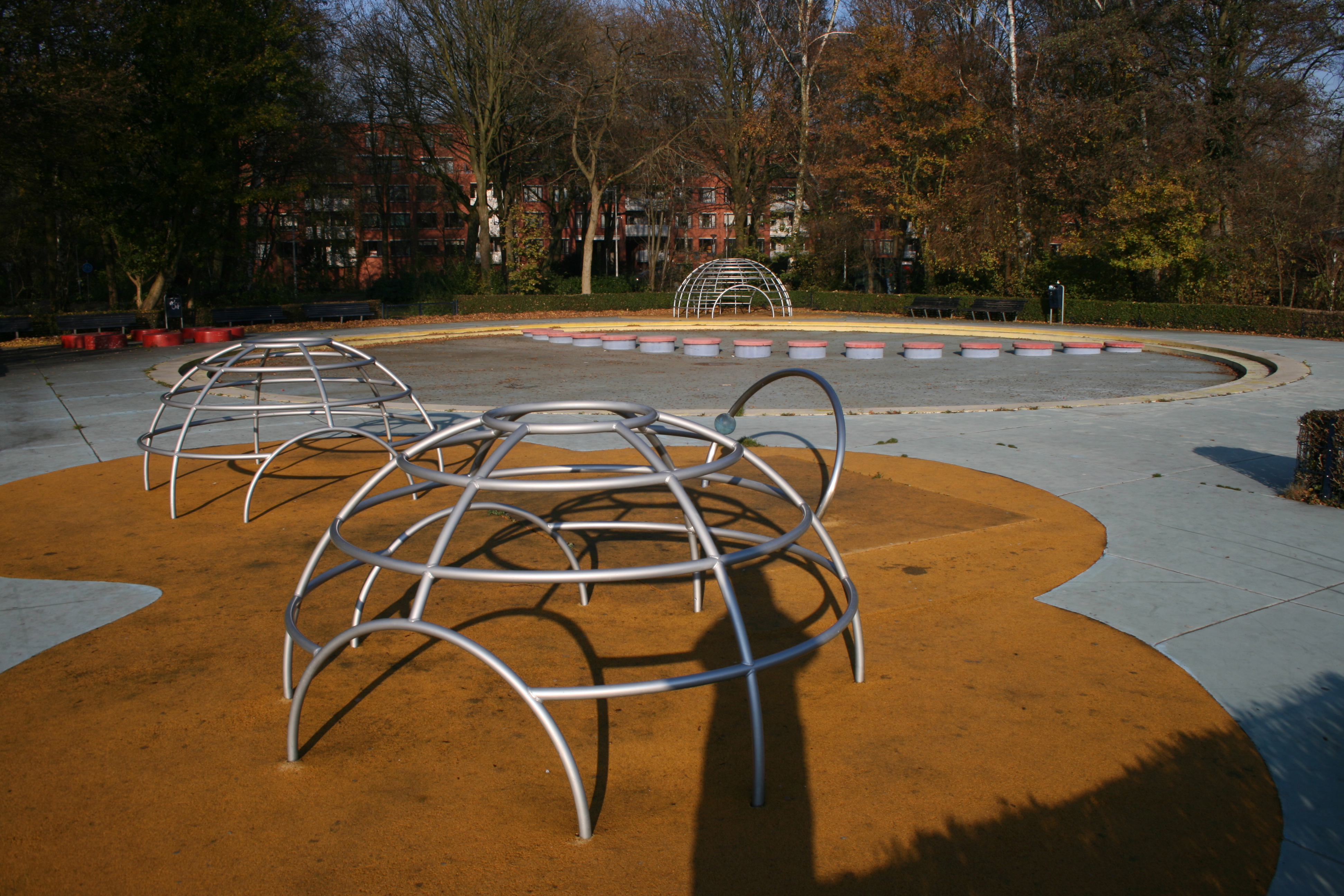
Lekplats formgiven av van Eyck.

Aldo van Eyck föddes i Driebergen i provinsen Utrecht som son till poeten, kritikern, essäisten och filosofen Pieter Nicolaas van Eyck och Nelly Estelle Benjamins, född i Surinam. Hans bror var poeten, konstnären och konservatorn Robert Floris van Eyck och han gifte sig med Hannie van Rooijen som också var arkitekt och deltog i många av hans projekt.
Familjen flyttade 1919 till Storbritannien och han gick i Sidcor School i Somerset 1932–1935 och på högstadiet i Haag 1935-1938, varefter han studerade arkitektur vid ETH Zürich. Han tog sin examen 1942 och blev kvar i Schweiz till andra världskrigets slut, där han blev en del av den avantgardistiska gruppen kring Carola Giedion-Welcker, gift med historikern Sigfried Giedion.
Mellan åren 1954 och 1959 undervisade han vid Amsterdam Academy of Architecture och var professor vid Delfts tekniska universitet 1966 till 1984. Han var även redaktör för arkitekturtidskriften Forum mellan 1959 och 1963 och åter igen år 1967.
Han var även en del av Congrès Internationaux d'Architecture Moderne, den internationella kongressen för modern arkitektur (förkortat CIAM) för att 1954 vara med och grunda "Team 10". Runt om i Europa och i Nordamerika föreläste Van Eyck om behovet av att överge funktionalismen och kritiserade bristen på originalitet inom efterkrigstidens modernism. Van Eycks position som redaktör på Forum hjälpte honom att propagerade för "Team 10" åsikt att återvända till vad de såg som en mer humanistisk arkitektur. Aldo van Eyck gjorde sig även känd som en formgivare av och förespråkare för lekplatser i stadsrummet.
Van Eyck erhöll Royal Institute of British Architects kungliga guldmedalj 1990. Han dog 1999 i Loenen aan de Vecht, vid en ålder av 80 år.

## Urval arbeten
- Stadsplanen för orten Nagele i Noordoostpolder, 1948–1954
- Ålderdomshemmet i Slotermeer, Amsterdam, 1951–1952
- Amsterdams barnhem, Amsterdam, 1955–1960
- Grundskolan i Nagele, Noordoostpolder, 1954–1956
- Hubertus hus i Amsterdam, 1973–1978
- European Space Centres (ESTEC) restaurant och konferencecenter i Noordwijk, 1984–1990